# شبكات الراديو

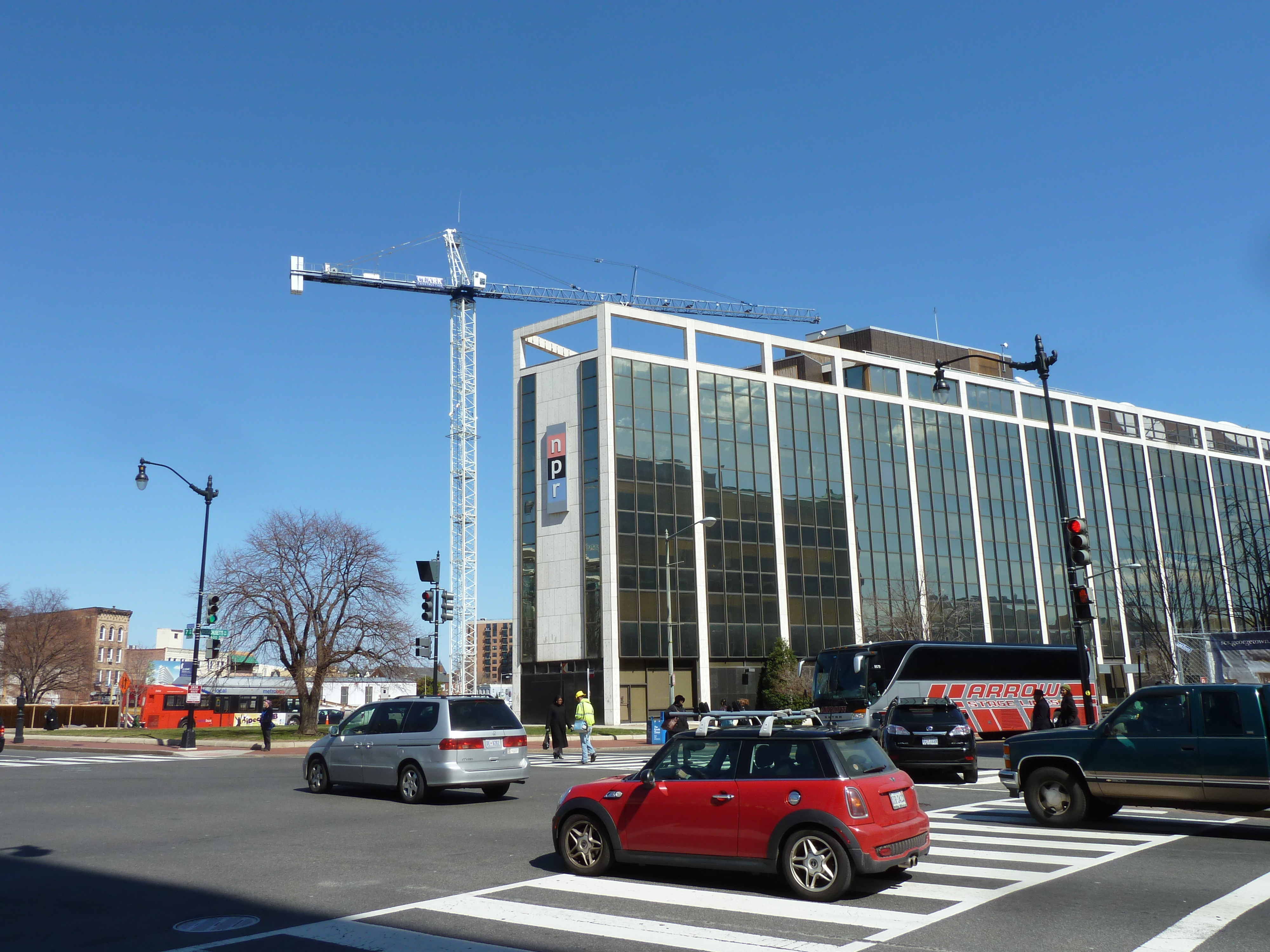

هناك نوعان من شبكات الراديو مستخدمة حاليًا في جميع أنحاء العالم: شبكة بث طرف واحد إلى الكل (الاتصال البسيط) المستخدمة بصورة شائعة للإعلام العام والترفيه عبر الإعلام، ونوع الراديو مزدوج الاتجاه (الاتصال المزدوج) المستخدم بصورة أكثر شيوعًا للسلامة العامة والخدمات العامة مثل الشرطة والحرائق وسيارات الأجرة وخدمات التوصيل. تستطيع الهواتف المحمولة على الإرسال والاستقبال في وقت واحد باستخدام ترددين مختلفين في نفس الوقت. يُستخدم الكثير من نفس المكونات والتقنيات الأساسية في طرق الاتصال الثلاثة السابقة.
يشترك النوع مزدوج الاتجاه لشبكة الراديو في العديد من التقنيات والمكونات نفسها التي تستخدمها الشبكة اللاسلكية من نوع إذاعة، لكنه يُنصب بصورة عامة مع نقاط بث ثابتة (أجهزة إرسال) مع أجهزة استقبال وأجهزة استقبال/إرسال محمولة أو ما يعرف بأجهزة الإرسال والاستقبال في موقع مشترك. بهذه الطريقة يمكن للوحدات الراديوية الثابتة والمتحركة التواصل مع بعضها البعض عبر مناطق جغرافية واسعة تتراوح في الحجم من مدن فردية صغيرة إلى ولايات/مقاطعات أو دول بأكملها. هناك العديد من الطرق التي يمكن من خلالها ربط العديد من مواقع الإرسال/الاستقبال الثابتة لتحقيق نطاق التغطية المطلوب من قبل الجهات ذات الاختصاص أو الجهة التي تنفذ النظام: الوصلات اللاسلكية التقليدية باستخدام العديد من النطاقات الترددية أو وصلات الألياف الضوئية أو الوصلات الميكروية. في جميع هذه الحالات، تُنقل عادةً الإشارات إلى مبدل مركزي من نوع ما حيث تُعالج رسالة الراديو ويُعاد إرسالها (بصورة مكررة) إلى جميع مواقع الإرسال التي من المفروض وصولها إليها.
في الأنظمة الراديوية المعاصرة مزدوجة الاتجاه، يُستخدم مفهوم يسمى التوصيل المنطقي بصورة شائعة لتحقيق كفاءة أفضل في استخدام الطيف الراديوي وتوفير تغطية واسعة جدًا دون تبديل القنوات المطلوبة من قبل مستخدم الراديو المحمول أثناء تجواله عبر مناطق تغطية النظام. يتطابق مفهوم التوصيل المنطقي في الراديو مزدوج الاتجاه مع المفهوم المستخدم في أنظمة الهاتف الخلوي إذ يُعرف كل راديو ثابت ومتحرك بصورة محددة لوحدة التحكم في النظام ويُبدل عمله بواسطة وحدة التحكم.

## شبكات البث
نوع البث لشبكة الراديو هو نظام الشبكة الذي يوزع البرامج الإذاعية على محطات متعددة في وقت واحد، أو بتأخير زمني قليل، لتوسيع نطاق التغطية الإجمالي إلى أبعد من حدود إشارة البث الواحدة. أدى الجمهور المتوسع الناتج عن البرامج أو المعلومات الإذاعية بصورة أساسية إلى الاستفادة من فوائد الإنتاج الضخم في مؤسسة البث. تحتوي شبكة الراديو على قسمين للمبيعات، أحدهما لحزم البرامج وبيعها لمحطات الراديو، والآخر لبيع جمهور هذه البرامج للمعلنين.
تنتج معظم شبكات الراديو أيضًا الكثير من برامجها. في الأصل، كانت شبكات الراديو تمتلك بعض أو كل المحطات التي تبث الصيغ الإذاعية لبرامج الراديو للشبكة. ولكن في الوقت الحاضر، هناك العديد من الشبكات التي لا تمتلك أي محطات وتنتج أو توزع فقط أو تنتج وتوزع البرامج. وبالمثل، لا تشير ملكية المحطة دائمًا إلى انتماء الشبكة. قد تمتلك شركة محطات في عدة أسواق مختلفة وتشتري برامج من مجموعة متنوعة من الشبكات.
ارتفع عدد شبكات الراديو بسرعة مع نمو البث المنتظم للراديو للمستمعين المنزليين في عشرينيات القرن العشرين. اتخذ هذا النمو مسارات مختلفة في أماكن مختلفة. في بريطانيا، طُورت بي بي سي بتمويل عام، مع فرض رسوم سمعية وبصرية لاستقبال البث، واحتكارها للبث في عقودها الأولى. في المقابل، نشأت في الولايات المتحدة شبكات بث تجارية منافسة مختلفة ممولة من عائدات الإعلانات. في تلك الحالة، غالبًا ما كانت نفس الشركة التي تمتلك أو تدير الشبكة تصنع راديو المستمع وتسوقه.